# Tomás Gomes de Almeida
Tomás Gomes de Almeida (São Pedro de Castelões, Vale de Cambra, 25 de novembro de 1836 — Guarda, 3 de janeiro de 1903) foi um prelado português, que foi bispo de Angola e Congo, Bispo-auxiliar de Goa e Bispo da Guarda.

## Biografia
D. Tomás foi ordenado padre a 2 de Junho de 1860.
Teve a sua apresentação de cónego da Sé de Viseu em 25 de Maio de 1863.
Foi apontado para bispo de Angola em 4 de Agosto de 1871 e foi ordenado em 21 de Janeiro de 1872, contemplando também o bispado do Congo . Fez a sua entrada solene na Diocese de Angola e Congo no dia 3 de Junho de 1872; havia chegado a ao porto de Luanda no dia 1 desse mês, viajando a bordo do barco a vapor Dande.
Foi apontado como bispo-auxiliar de Goa, na Índia, e bispo-titular de Teja, em 22 de Setembro de 1879.
Nomeado Bispo da Guarda, seleccionado em 12 de Julho de 1883 e confirmado em 9 de Agosto do mesmo ano. Governou este bispado, até à sua morte, no meio de graves convulsões clericais e sociais.
Em 25 de Junho de 1884 publicou uma Pastoral, divulgando a encíclica papal Humanum Genus contra a Maçonaria, e isso foi o bastante para acender uma acesa polémica e a perseguição política por parte do ministério da Justiça invocando que não lhe tinha sido dado o beneplácito régio. Este demorou mais de dois anos a ser dado.
Hipólito Raposo teve com ele um muito bom relacionamento, com quem trocou correspondência e seu admirador.
D. Thomaz d’ Almeida teve o conto "Os que não deviam viver", cujo tema é a miséria e o roubo, publicado no jornal O Académico (1902–1903).
Foi nomeado Par do Reino, tomando posse a 19 de Dezembro de 1893. Na Câmara dos Pares fez parte de duas Comissões em 1890 e teve duas Intervenções, a 29 de Março de 1884 e a 19 de Maio de 1890.
Está sepultado na Sé da cidade da Guarda.
Seu irmão o Dr. José Gomes de Almeida foi Presidente da Câmara Municipal de Vale de Cambra de 1905 a 1907 e de Fevereiro a Novembro de 1908. Sua sobrinha paterna Luciana Rosa Gomes de Almeida casou com Bernardo Coelho e foi mãe do Dr. António Bernardo Coelho, Presidente da Câmara Municipal de Vale de Cambra de 1945 a 1946.